# عطيفة نورسية
عطيفة نورسية (الاسم العلمي: Campylobacter lari) هي نوع من البكتيريا تتبع جنس العطيفة من فصيلة العطيفات.